# 熊出没
『熊出没』（くましゅつぼつ、中国語: 熊出沒、拼音: Xióng Chūmò、Boonie Bears）は、中華人民共和国広東省深圳市のアニメーション企業・深圳華強数字動漫有限公司が制作し、同国で放送されているテレビアニメである。

## 概要
2012年1月19日より中国中央電視台子供（少児）チャンネル（CCTV-14）にて放送開始。以後、中国国内においては『喜羊羊与灰太狼』に続いて、人気を果たすようになった。また、CGアニメーション技術を用いた構成となっている。

## 登場キャラクター
熊太郎（ブライヤー）（中国語: 熊大）
オスの熊。賢く知的な性格。木こりの強さんによる森林伐採から森を守ろうと、日々彼と争っている。
熊次郎（ブランブル）（中国語: 熊二）
熊で熊太郎の弟。蜂蜜が好物。愚鈍で強さんの罠に引っかかりやすい。親切なところもある。力持ち。
強さん（ヴィック）（中国語: 光头强）
木こりの人間。小柄で禿げている。本名は華強。仕事の邪魔をする熊太郎と熊次郎とは犬猿の仲だが、いざという時には助け合う間柄でもある。時に様々な商品を取り寄せて熊太郎たちをやり込みようとするが、殆どの場合商品を逆に利用されて敗北してしまう。
ウォーレン（中国語: 蹦蹦）
リス。松ぼっくりやナッツが好物。
ティキ（中国語: 吉吉）
猿。自分を森の王と信じている。頭にパイナップルを常に置いている。
バブ（中国語: 毛毛）
小柄な猿。ティキを自身の王とみなしていて、常に彼に従っている。
ホーホー（中国語: 涂涂）
フクロウ。物忘れが多く怠惰。
ハーバート・ディグス（中国語: 萝卜头）
ホリネズミ。大根やニンジン、カブが好物。
ファビアン（中国語: 肥波）
猫。強さんが飼っている。食べ物が好きで、特に魚類が好物。普段は鳴き声だけだが、普通に話すこともある。
リー（中国語: 李老板）
強さんの上司。基本的には電話で声のみの登場。登場する度に仕事の遅れなどで、強さんを大声で叱りつけている。

## 作品一覧

### テレビアニメ
- 第1部：zh: 熊出没（全104話）
- 第2部：zh: 熊出没之环球大冒险（全104話）
- 第3部：zh: 熊出没之丛林总动员（全104話）
- 第4部：zh: 熊出没之春日对对碰（全52話）
- 第5部：zh: 熊出没之冬日乐翻天（全52話）
- 第6部：zh: 熊出没之夏日连连看（全52話）
- 第7部：zh: 熊出没之秋日团团转（全52話）
- 第8部：zh: 熊出没之探险日记（全52話）
- 第9部：zh: 熊出没之探险日记2（全52話）
- 第10部：zh: 熊出没之怪兽计划（全52話）
- 第11部：zh: 熊出没之怪兽计划2（全52話）
- 第12部：zh: 熊出没之小小世界（全52話）
- 第13部：zh: 熊出没之小小世界2（全52話）
- 第14部：zh: 熊出没之神奇宝物（全52話）

### 劇場アニメ
- zh: 熊出没之夺宝熊兵（2014年）
- zh: 熊出没之雪岭熊风（2015年）
- zh: 熊出没之熊心归来（2016年）
- zh: 熊出沒·奇幻空間（2017年）
- zh: 熊出沒·變形記（2018年）
- zh: 熊出没·原始时代（2019年）
- zh: 熊出没·狂野大陆（2021年[注 1]）
- くまじろう！ちきゅうをすくえ！ ～熊出没～（2022年）[5]
- zh: 熊出没·伴我“熊芯”（2023年）
- zh: 熊出没·逆转时空（2024年）
- zh: 熊出没·重启未来（2025年）